# Magatzem Steiner
El Magatzem Steiner és una obra noucentista de Tarragona inclosa a l'Inventari del Patrimoni Arquitectònic de Catalunya.

## Descripció
Cèsar Martinell, autor de nombroses obres de caràcter agrari, com cellers i molins d'oli, va concebre per a aquest magatzem un tipus semblant, materialitzat en una nau gairebé rectangular de dues alçades i coberta a dos vessants amb claraboies zenitals. Les façanes testeres són iguals, i tot i que no contenen els accessos estan tractades amb un sentit monumental: parament cec en la planta baixa i cos de finestres (cinc en total, les laterals en arc rodó i la central, carpanell), distribuïdes simètricament i emmarcades per uns plafons o encintats que donen caràcter a l'edifici; aquests plafons també s'incorporen en els panys cecs com a elements ornamentals refosos. Martinell, que en aquest projecte s'alinea del tot amb el llenguatge noucentista en un auster i contingut dibuix, dona protagonisme al joc compositiu de motllures verticals (pilastres), horitzontals (impostes i cornises) i coronament mixtilini, també motllurat, que contorneja el capcer als extrems i al centre del qual apareixen quatre boles ornamentals de terra cuita. A la façana lateral hi ha el portal d'accés, de llinda plana i amb una finestra en arc carpanell a sobre, i flanquejat per finestres tripartides d'esquema rectangular vertical. Sobre la cornisa també hi ha boles ornamentals als eixos dels brancals de les portes. Els paraments són arrebossats i pintats de blanc, tècnica poc usual en els edificis agraris que Martinell obrà arreu el Camp de Tarragona i les comarques del sud, on prevalgué l'obra vista, treballada amb un alt sentit artístic i encara deutores de l'estètica modernista.